# Constantin Anton
Constantin Anton (n. 21 mai 1894, București, România – d. 17 martie 1993, București, România) a fost un general român, care a îndeplinit funcția de inspector general al Jandarmeriei Române (1944-1949).

## Biografie
Constantin Anton s-a născut la data de 22 mai 1894. 
A urmat Școala Militară de Ofițeri de Infanterie (1912-1914) și Școala Superioară de Război. Ca elev, a participat la cel de-al Doilea Război Balcanic (1913)
A luptat în Primul Război Mondial, fiind prizonier de război în perioada octombrie 1916 - iunie 1917, în Lagărul Spronic din Ungaria.
A îndeplinit funcția de comandant al Școlii de Ofițeri de Jandarmi.
În timpul rebeliunii legionare din 21-24 ianuarie 1941, generalul Constantin Anton s-a afirmat prin atitudinea fermă adoptată față de legionari, când riscându-și viața, a luat sub protecția sa o serie de oameni politici amenințați cu execuția de către extremiști.
În anul 1942 a fost numit comandant al Inspectoratului Alba, unul dintre Inspectoratele cele mai grele datorită dificilelor probleme ce existau în acea zonă de responsabilitate.
În primăvara și vara anului 1944, generalul Constantin Anton îndeplinea funcția de Șef de Stat Major al Inspectoratului General al Jandarmeriei. La data de 23 august 1944, a trecut de partea forțelor antigermane, fiind numit la 1 septembrie 1944 în funcția de inspector general al Jandarmeriei Române. Cei care l-au susținut în ocuparea acestei funcții au fost generalii Aldea, Sănătescu și Arhip. A avut o contribuție notabilă alături de generalul Arhip, subșef al Marelui Stat Major, la întocmirea planurilor de luptă pentru neutralizarea trupelor germane din spatele frontului și mai ales din capitală și a luat măsuri pentru concentrarea mai multor unități militare de jandarmi (12.000 de jandarmi) în București și împrejurimi. A contribuit efectiv la organizarea și executarea actului de la 23 august 1944, eveniment la care a participat nemijlocit în sediul Palatului regal.
Generalul Constantin Anton este arestat în anul 1948 și, după un simulacru de proces, este condamnat în anul 1949 prin sentința Tribunalului Poporului nr. 222 din 5 februarie, la 18 ani muncă silnică pentru așa numita „complicitate la înalta trădare”. Aflat în închisoare, la 14 iunie 1952, suferă o nouă condamnare de 10 ani, degradare civilă și confiscarea averii pentru „crimă de favorizare a criminalilor de război”. 
După 12 ani de temniță grea, în 1959, a fost eliberat și reabilitat, i s-a acordat o „pensie de merit" pentru participarea la evenimentele din 1944 și a fost avansat la gradul de general-locotenent (cu 2 stele) în rezervă. A fost un apropiat a lui Lucrețiu Pătrășcanu.
În anul 1971 a fost decorat cu Ordinul Apărarea Patriei clasa I „pentru merite deosebite în opera de construire a socialismului, cu prilejul aniversării a 50 de ani de la constituirea Partidului Comunist Român” și a fost înaintat la gradul de general-locotenent (cu 2 stele) în rezervă.
În ultimii ani de viață a încercat să-și justifice unele dintre deciziile controversate din trecut.
Camarazii săi l-au caracterizat ca fiind „un oportunist”, de care și cei pe care i-a slujit cu multă râvnă s-au debarasat cu ușurință.

## Distincții
- Ordinul „Coroana României”
- Ordinul Apărarea Patriei
- Medalia ”Crucea Comemorativã cu baretă Ardeal - Carpați”
- Medalia „Victoria Marelui Război pentru Civilizație”.
- Ordinul „23 August” clasa a II-a (10 august 1964) „pentru merite deosebite în opera de construire a socialismului, cu prilejul celei de a XX-a aniversări a eliberării patriei”[10]

## Legături externe
- Victimele terorii comuniste